# Stühbusch
Als Stühbusch oder Stüh wurde in der Lüneburger Heide eine historische Form der Niederwaldwirtschaft bezeichnet, in der überwiegend Eichen zur Bau- und Brennholzgewinnung ‚auf den Stock gesetzt‘, d. h. kurz über der Bodenoberfläche abgeschnitten wurden. Aus dem Stock trieben die Bäume dann oftmals wieder aus, so dass skurrile Baumgestalten entstanden, deren Wurzelstöcke wesentlich älter als die für uns sichtbaren Bäume sind. Stühbüsche besitzen aufgrund ihrer eigenen, seltenen und bedrohten Pflanzen- und Tierwelt einen hohen Wert für den Naturschutz.
Der Name Stühbusch lebt in einigen norddeutschen Gemeinde- und Straßennamen fort, wie beispielsweise in Stühbusch, einem Ortsteil der Ortschaft Köhlen, oder leicht verändert in Stüde, einem Ortsteil der Gemeinde Sassenburg.